# Șteia, Hunedoara

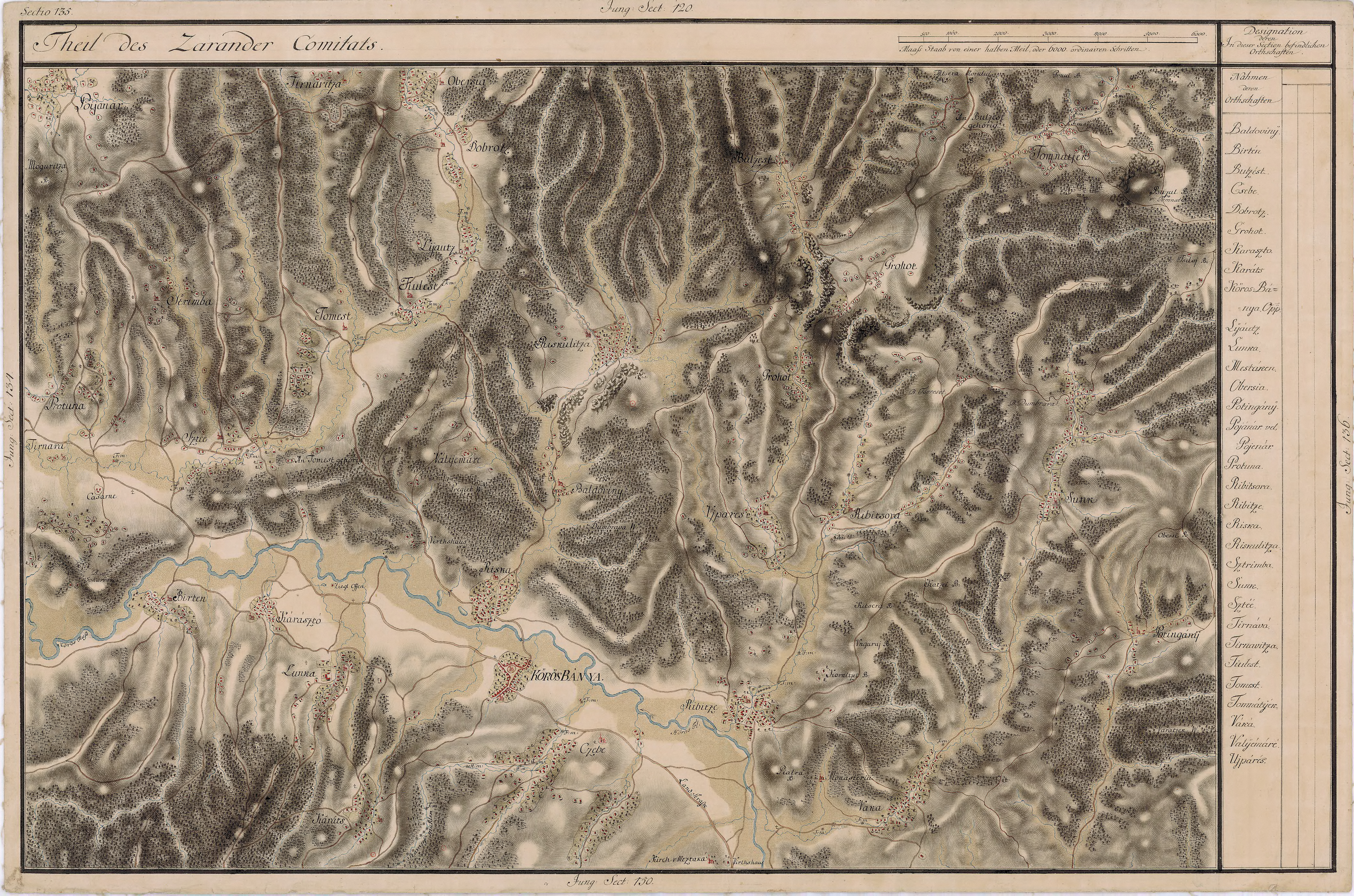
Șteia în Harta Iosefină a Transilvaniei, 1769-73

Șteia este un sat în comuna Tomești din județul Hunedoara, Transilvania, România.
Satul Șteia este unul dintre cele opt sate componente ale comunei Tomești și se află situat în nord-vestul județului Hunedoara la 8 kilometri distanță de Baia de Criș (fosta reședință a comitatului Zarand) și la 10 kilometri de Panteonul moților de la Țebea. Este un mic sat de munte ai cărui locuitori sunt în totalitate români și majoritatea covârșitoare ortodocși. 
Denumirea satului nu a fost pe deplin elucidată. Unii cercetători susțin că denumirea satului ar proveni de la șcheiul de piatră pe care este situată biserica. Ipoteza nu poate fi considerată valabilă datorită faptului că vatra satului nu a fost în trecut aceiași cu cea de astăzi, iar biserica satului se află pe acest amplasament abia din anul 1809. În tradiția satului se susține că denumirea s-ar deduce a fi “cheia văii Obârșa”așa cum susțin în cronicile lor atât preotul Florea Toma  cât și învățătorul Ioan Pop care-l citează în acest sens pe fostul primar al satului, Leontin Banciu. Ultima ipoteză pare mai realistă știut fiind faptul că șchei înseamnă ținut de margine, satul fiind situat la marginea ținutului Hălmagiului și având în trecut o poziție cheie, atât din punct de vedere strategic, Dealul Măgura prin înălțimea sa  fiind un bun post natural de observație până la distanțe mari (de aici se vede până la Brad și până la Hălmagiu), cât și datorită faptului că Dealul Prislop era în perioada medievală cel mai important punct de trecere din ținutul Hălmagiului în cel al Bradului. 
Cele mai vechi urme ale existenței omului pe teritoriul satului Șteia există de peste cinci milenii,  din  perioada de tranziție  de la Neolitic la Epoca bronzului așa cum arată descoperirile arheologice din dealul Prislop care au identificat aici o locuire preistorică aparținând culturii Coțofeni, dar și o continuitate a acestei așezări până spre sfârșitul Epocii bronzului. 	
Datorită faptului că în zona Munților Apuseni a existat timp de milenii o civilizație a lemnului, nu există alte dovezi arheologice ale continuității existenței umane pe acest spațiu. 
Datorită vicisitudinilor istorice, lipsesc și documentele referitoare la istoria acestei zone a Zarandului. Primele atestări documentare a satelor de pe valea Crișului Alb apar abia la 1439 când sunt menționate satele aparținătoare domeniului cetății Șiria. Nefăcând parte din cele 110 sate aparținând acestui domeniu, satul nu apare menționat la această dată așa cum apar majoritatea satelor vecine.
Istoricul Coriolan Suciu, menționează prima atestare documentară a satului abia la anul 1760, dar există  și documente mai vechi care vorbesc despre existența satului înainte de această dată. Recent, profesorul Cosmin Herbeiu a găsit în arhivele din Budapesta un document din anul 1640 (nepublicat încă) în care era menționat și satul Șteia.
Locuitorii satului au fost implicați activ în toate evenimentele istorice care au avut loc în această zonă. Prima acțiune eroică în care sunt menționați locuitorii satului Șteia a fost rezistența împotriva uniației care a avut loc în perioada 1749-1754.
În anul 1733 comitatul Zarand este transferat de la Ungaria la Transilvania.  Din punct de vedere confesional locuitorii satelor aparținǎtoare de districtul Hǎlmagiu (unul dintre cele patru districte ale comitatului) erau în totalitate ortodocși,. Aceasta crea o situație inadmisibilǎ pentru autoritǎțile politice și cele bisericești unite, și anume existența de facto a unor comunitǎți ortododoxe în Transilvania, care era declaratǎ în totalitate greco-catolică. Se cerea deci, luarea unor mǎsuri imediate de convertire a românilor din protopopiatul ortodox al Hǎlmagiului (protopopiat de care aparținea atunci și satul Șteia) la uniație. Aceste mǎsuri au întârziat până când în fruntea Bisericii greco-catolice a ajuns episcopul Petru Pavel Aron. În urma unei vizite efectuată la Hălmagiu în luna decembrie 1749, acesta reușește să convertească la uniație pe protopopul Simeon Popovici și încă doi preoți dar declară autorităților că au fost convertite 38 de sate și în anii următori, cu sprijinul autorităților și a armatei habsburgice încearcă convertirea în forță a locuitorilor acestor sate.
Încercarea eșuează pentru că locuitorii satelor cu toată prigoana suferită (bătăi, arestări, confiscări de bunuri materiale), rămân statornici în credința strămoșească și înaintează numeroase memorii atât autorităților bisericești ortodoxe: Episcopia Aradului și Mitopolia de  Carloviț precum și autorităților politice: guvernatorul Transilvaniei, Cancelaria Aulică a Transilvaniei și chiar împărătesei Maria Tereza. Printre semnatarii acestor petiții s-au aflat și locuitorii satului Șteia care în frunte cu bătrânul  lor preot Petru Popovici au îndurat toate persecuțiile autorităților habsburgice, dar și-au păstrat credința strămoșească. Datorită rezistenței împotriva uniației și a numeroaselor proteste înaintate autorităților, în primăvara anului 1754 este trimisă  de către împărăteasa Maria Tereza o comisie de anchetǎ la Hălmagiu sub conducerea consilierul aulic Martin Zaharia Vankhel de Seeberg. Comisia a luat hotărârea deplaseze capii de familie din fiecare localitate la Hǎlmagiu în ziua stabilită de comisie. Târgul Hǎlmagiului a fost timp de o sǎptǎmânǎ martorul unor scene în care cete nesfârșite de români, sat de sat, declararǎ rǎspicat cǎ vor sǎ-și pǎstreze legea veche pe care au moștenit-o de la înaintașii lor. La 15 mai a venit rândul locuitorilor din Șteia să se declare în unanimitate pentru păstrarea credinței ortodoxe contribuind astfel la o primă victorie a ortodoxiei împotriva prozelitismului uniat. 
Despre  implicarea locuitorilor satului Șteia în răscoalele din 1759-1761 și cea din 1784 nu avem dovezi, însă există numerose izvoare privind implicarea locuitorilor satului în Revoluția de la 1848-1849. În evenimentele petrecute în acei ani revoluționari locuitorii satului Șteia și-au adus tributul lor de sânge pentru păstrarea ființei naționale și a credinței strămoșești. În fruntea revoluționarilor s-a aflat însuși păstorul lor sufletesc, preotul Pavel Feier în vârstă de 58 de ani, care împreună cu țăranul Oprea Pavel din Șteia, vor conduce trupele de moți în bătălia de la Poienari din data de 6 noiembrie 1848. Înfrânți, au plătit cu viața fiind spânzurați de către honvezii unguri la Hălmagiu în ziua de 7 noiembrie 1848 alături de alți șase preoți ortodocși. Alături de preot au fost uciși în acele evenimente încă 11 săteni, unii în bătălia de la Târnava de Criș, din data de 8 noiembrie 1848, iar alții măcelăriți în propria lor casă sau pe câmp. Tot atunci a fost luate vitele și alte bunuri materiale ale locuitorilor satului, au fost incendiate 25 de case și s-a încercat chiar incendierea bisericii, dar în cele din urmă a fost salvată prin insistențele locuitorilor . 
În anii ce au urmat revoluției, odată cu abolirea iobăgiei viața țăranilor români din Transilvania s-a schimbat. Aceasta s-a  datorat  mai ales eforturilor făcute de  Sfântul Andrei Șaguna pentru afirmarea națiunii române.  Și locuitorii satului Șteia se vor implica în aceste acțiuni, fiind alături de locuitorii altor 71 de sate din Zarand, ctitori ai Gimnaziului greco-ortodox din Brad (actualul Colegiu Național „Avram Iancu” Brad) înființat în anul 1869 prin contribuția acestor sate și a Mitropoliei Ardealului.  
În  1905  cu  ocazia  alegerilor  pentru  deputați  în  Parlamentul  de  la  Budapesta,  locuitorii  din  Șteia  care  aveau  cel  mai  mare  număr  de  alegatori  din  tot Cercul electoral Baia de Criș  (52),  în  ciuda  faptului  că  preotul  local   Ioan  Ștefea  susținea candidatura  maghiarului  Hollaki,  în  frunte  cu  epitropul  Bulz  Teodor  s-au mobilizat și au    votat  în  unanimitate  pe  candidatul  român,  protopopul  Vasile  Damian  de  la  Brad,  determinând alegerea acestuia   ca deputat  la  Budapesta 
Locuitorii satului și-au dat tributul de sânge și în cele două conflagrații mondiale prin jertfa a  șaptesprezece tineri. 
După instaurarea  regimului comunist în România, la fel ca majoritatea locuitorilor țării, și locuitorii satului Șteia au avut de îndurat  atrocitățile acestui regim diabolic. Între sutele de mii de deținuți politici ai acestei perioade s-au numărat și cinci dintre locuitorii satului Șteia: învățătorul satului Ioan Pop, epitropul bisericii Ioan Bulz, țăranii  Ioan Banciu și Nicolae Uliță precum și  maistrul Costin Meltiș (stabilit ulterior în Arad).
Satul nu a scăpat nici de încercarea de cooperativizare. Astfel în anul 1959 în sat își fac apariția mai mulți activiști de partid care încearcă să-i convingă pe locuitorii satului să formeze o gospodărie colectivă. Propaganda a eșuat și atunci s-a trecut la măsuri coercitive: amenințări, arestări, bătăi, confiscări de bunuri, dar toate s-au dovedit zadarnice deoarece după trei ani de presiuni, satul a rămas tot necooperativizat.
Drept pedeapsă pentru aceasta, cele mai fertile terenuri ale satului au fost confiscate și trecute în patrimoniul I.A.S. Mintia, promițându-se țăranilor că vor primi alte terenuri în schimb. Mai multe delegații ale sătenilor s-au dus la Deva pentru a obține aceste terenuri promise, dar fără rezultat. Atunci sătenii au trimis la București o delegație formată din Banciu Leontin (fost primar) și Meltiș Viorel, dar s-au întors doar cu promisiuni. Vâzând că autoritățile comuniste nu se țin de promisiune, în toamna anului 1969 țăranii au alungat tractoarele și angajații I.A.S. Mintia și au intrat cu plugurile în terenurile care le aparținuseră. Fiind vorba de o adevărată răscoală, pe care autoritățile locale și cele județene nu au putut să o anihileze, s-a cerut intervenția autorităților centrale de la București și chiar înăbușirea în sânge a răscoalei. În acest scop s-au deplasat în sat mai mulți înalți funcționari de la București printre care: Virgil Trofim (membru al Comitetului Politic-Executiv al P.C.R.), Angelo Niculescu (ministrul agriculturii) și Emil Georgescu (Șeful Procuraturii generale) . De asemenea militarii unității din Brad au luat poziție de tragere pe Dealul Măgura iar satul a fost împânzit de securiști și milițieni. Salvarea locuitorilor s-a datorat lui Emil Georgescu (cel care ulterior va deveni celebrul crainic al postului de radio „Europa Liberă”) precum și colonelului de securitate Baicu, care convinși de nedreptățile făcute țăranilor, s-au opus oricărei forme de represiune, iar țăranii au primit terenuri agricole în schimbul celor confiscate, unele la distanțe de peste 30 de Km. Abia după Revoluția din 1989, locuitorii satului Șteia au putut reintra în terenurile lor. în urma dememersurilor făcute la Ministerul Agriculturii de o delegație  formată din : Preotul Tiberiu Pavel , Banciu Ioan, Meltiș Iancu, Banciu Dionisie și Meltiș Victor.  
Ca sat românesc și ortodox, satul Șteia a avut biserică încă din cele mai vechi timpuri dar nu se păstrează documente istorice elocvente  despre aceasta decât din ultimele trei secole. Despre existența unor biserici vechi în sat vorbesc două toponime: “Besericoi” și “Dealul Bisericii” cea ce dovedește că în acele locuri au existat în negura timpurilor biserici.  
Despre existența unei  biserici la “Besericoi” vorbește tradiția locală dar și urmele unui cimitir descoperite în acel loc. Despre acestă biserică tradiția locală spune că ar fi fost o “biserică turcească” adică o moschee.   Ținându-se cont de faptul că turcii au stăpânit această zonă doar scurt timp (1659 -1693)  , precum și de faptul că suprafața cimitirului este destul de mare, se poate trage concluzia că la “Besericoi” a existat o veche biserică ortodoxă transformată de către turci în moschee, în locul căreia locuitorii satului retrași din calea cotropitorilor pe dealurile din împrejurimi și-au construit o nouă biserică de lemn pe “Dealul Bisericii” .   
Această biserică este menționată în statistica episcopului Sinesie Jivanovici al Aradului (1751-1768)  din anul 1755 cu mențiunea “biserică de lemn veche cu hramul Intrarea în Biserică a Maicii Domnului.” și conform Hărții iosefine din anul 1783 era situată nu departe de locul actualei biserici.   
Despre modul cum a dispărut această biserică nu se știe, fie a ars, fie a fost demolată de către enoriași.
Probabil datorită situației materiale precare, locuitorii satului nu și-au permis construirea unei biserici noi, de aceea au găsit soluția de a cumpăra o veche biserică de lemn din satul Roșia și a o aduce cu carele cu boii în sat. Această acțiune a avut loc în anul 1809  în timpul păstoriri preotului Pavel Popovici. Despre această biserică înainte de aducerea la Șteia, singurele date extrem de laconice sunt cele descoperite de către academicianul Silviu Dragomir într-o statistică sârbescă  din anul 1759. Biserica a fost așezată pe un loc mai ridicat din centrul satului, loc parcă predestinat pentru ridicarea unei biserici, dându-i acesteia un aspect deosebit. Lăcașul este construit din bârne groase de stejar îmbinate la colțuri în tehnica “coadă de rândunică”. Forma de plan este cea dreptunghiulară, cu absida altarului nedecroșată, poligonală cu cinci laturi.Deasupra pronaosului se înalță turla clopotniță, înaltă, viguroasă, cu foișor deschis pe console și fleșă cu baza pătrată, înaltă,ascuțită, învelită toată în tablă. Lungimea edificiului este de 15 metri iar lățimea de 6,80 metri. Cu ocazia lucrărilor de reparații din anul 1966 în timpul păstoririi preotului Toma Florea (1965-1974) bisericii i s-a adăugat un pridvor cu lungimea de 2,5 metri. În starea originală biserica așa cum se poate observa și din forma arhitectonică, a avut un acoperiș de șindrilă. Acest acoperiș a fost refăcut în anul 1854 cu suma de 155 florini. Din rațiuni practice, datorită faptului că acoperișul de șindrilă nu avea o rezistență prea mare în timp, acesta a fost înlocuit la sfârșitul secolului al XIX-lea în timpul păstoriri preotului Ioan Ștefea ( 1878-1932) cu un acoperiș de tablă. Nu se cunoaște anul executării acestei modificări, dar este notat la baza turlei numele meșterilor Petru Bobariu din Sohodol și Iosif Draia din Tomnatec care au efectuat lucrarea. Probabil tot atunci a fost și tencuită biserica la exterior. Lucrări de reparație a edificiului au avut loc în anul 1966, precum și între anii 1986-1989 în timpul păstoririi actualului preot paroh, Tiberiu Pavel.
Modificările la acoperiș, precum și tencuirea exterioară a edificiului, au știrbit valoarea sa istorică și arhitecturală, probabil din această cauză biserica din Șteia nefiind trecută în lista bisericilor monument istoric. Cea ce îi dă o valoare inestimabilă bisericii, este însă celebra sa pictură interioară realizată între anii 1823-1824 de către binecunoscutul pictor Nicolae din Lupșa Mare. Pictura cuprinde numeroase scene realizate pe lemn și pânză de o profunzime teologică și o valoare artistică deosebită. Pe bolta altarului este pictată sub formă de medalion “Sfânta Treime.” La picioarele Sfintei Treimi este prezentată Maica Domnului ca “Împărăteasă a cerurilor” cu pruncul Iisus în brațe înconjurată de cetele îngerești. În stânga Maicii Domnului se află Arhanghelul Gavriil cu o floare în mână, simbol al Buneivestiri iar în dreapta un alt înger cu o cădelniță în mână. Pe pereții altarului este prezentată  “Liturgia cerească”, Mântuitorul îmbrăcat în veșminte arhierești stând în jilț înconjurat de un “sobor” de sfinți ierarhi. În dreapta sa se află reprezentați: Sf. Ioan Zlataust (Gură de Aur), Sf. Grigorie Bogoslovul (Teologul), Sf. Spiridon, Sf. Nicolae, Sf. Atanasie cel Mare și Chiril al Alexandriei. În stânga sunt reprezentați Sf. Vasile cel Mare și Sf. Silvestru al Romei. Soborul este flancat în partea dreaptă de Sf. Arhidiaconi Ștefan și Lavrentie îar în stânga de Sf. Arhidiacon Evlu. Tot în partea stângă este prezentat Sf. Petru al Alexandriei binecuvântat de către Mântuitorul, iar deasupra proscomidiarului este prezentată scena cu Jertfa lui Avram. Iconostasul este realizat din bârne groase și scândură, fiind închis în partea de sus. Pe el se află prezentate patru rânduri picturale. Pe primul rând este pictată scena Răstignirii Domnului înconjurată de chipurile a doisprezece prooroci veterotestamentari. Pe al doilea rând este prezentată în centru, scena cu Mântuitorul  îmbrăcat în veșminte arhierești stând în jilț  având alături pe Sfânta Fecioară Maria și pe Sfântul Ioan Botezătorul, înconjurat de cei doisprezece apostoli. Pe al treilea rând sunt ilustrate cele douăsprezece praznice împărătești. Al patrulea rând pictural se află de o parte și de alta a sfintelor uși. Pe ușile împărătești este pictată Bunavestire și chipurile regilor David și Solomon. De o parte și de alta se află icoanele Mântuitorului și ale Maicii Domnului. În dreapta ușilor diaconești este icoana Sf.Arhangheli Mihail și Gavriil, vechiul hram al bisericii, iar în stânga icoana Sf. Ierarh Nicolae. De o parte și de alta a acestor icoane se ală pictați în stânga Sf.Simeon Pustnicul iar în dreapta Sf. Parascheva. Naosul are deasupra un tavan boltit semicircular. Aici sunt pictați încadrați în trei medalioane Mântuitorul Iisus Hristos ”Pantocrator”, Sfântul Duh în chip de porumbel și Maica Domnului. Ceea ce dă originalitate picturii, pe lângă reprezentarea Sfântului Duh, este faptul că cei patru evanghelisti nu sunt reprezentați ca flancând doar icoana Pantocratorului ci toate cele trei scene. În partea de jos a boltei sunt prezentate cinsprezece scene cuprinzând Patimile Domnului de la ”Cina cea de Taină”și până la “Punerea în mormânt”,  în următoarea dispunere: șapte deasupra  peretelui din dreapta începând de la Sf. Altar, două pe  peretele din spate și cinci deasupra peretelui din stânga. Pe peretele din dreapta naosului sunt pictați șase sfinți militari: Gheorghe, Dimitrie, Pantelimon, Teodor Tiron, Ermolae și Hristofor. În partea stângă a naosului este pictat Sf. Mucenic Procopie (prăznuit la 8 iulie)  care are o cinstire deosebită în Zarand și Duminicile Penticostarului de la “Duminica Sf.Toma” până la “Duminica Orbului”.
Pe peretele din spate al naosului este reprezentată scena “Judecății de Apoi” unde elementele teologice se combină cu elemente populare. Mântuitorul este prezentat pe jilțul de judecător înconjurat de șase aposoli și patru arhangheli. Sf. Arhanghel Gavriil și încă unul sună din trâmbițe. La picioarele Mântuitorului se află Sf. Arhanghel Mihail cu balanța în mână. În partea dreaptă este prezentat raiul sub forma unei grădini la poarta căreia stă Sf. Petru cu cheia în mână. În grădină sunt Patriarhii Avram,Isac și Iacov iar un înger aduce sufletele drepților. Iadul este prezentat în partea stângă sub forma unei fântâni de smoală unde sunt aduse de un diavol suflete păcătoșilor, reprezentate goale (goliciunea de fapte bune).Un alt demon aduce sufletul morăriței probabil un simbol al lăcomiei.
Naosul are deasupra un tavan plat foarte jos (2 metri înălțime) și este despărțit de naos printr-un perete cu trei străpungeri. Pe tavan sunt pictate în medalion “Iisus Hristos Emanuel”, “Maica Domnului” și “Sf. Ioan Botezătorul” La cele patru colțuri sunt pictate simbolurile celor patru evangheliști: vulturul, leul, taurul și îngerul. Pe peretele din față și pe cel din dreapta sunt pictate chipuri de sfinte femei fără a li se indica numele. Pe peretele din stănga este prezentată “Tăierea capului Sf.Ioan Botezătorul”  și Sf. Mucenică Marina ( prăznuită pe 17 iulie), o sfântă cu o evlavie deosebită în zonă.
Pe peretele din spate este pictată în partea dreaptă căderea în păcat a protopărinților Adam și Eva, iar în partea dreaptă “Judecata păcătoșilor”. Un înger având în spatele său moartea în chipul unui schelet cu coasa în mână arată cu deigetul păcătoșilor iadul. Aici iadul este prezentat sub forma unei balene cu gura larg căscată care aruncă flăcări și îi înghite pe păcătoși. Alături este prezentat Lucifer ca împărat al iadului stând pe tron cu coroana pe cap având alături un demon. Un alt demon aduce spre iad un bărbat și două femei simbolizând probabil păcatul desfrânării, iar în plan îndepărtat doi demoni aduc un preot, scenă prin care probabil pictorul vrea să-i avertizeze pe preoți asupra responsabilității misiunii lor.
Această pictură s-a păstrat în condiții bune ea fiind restaurată în anul 1989 de către pictorii Radu și Alexandrina Jitaru fără a i se aduce modificări.
Prin arhitectura sa, prin trecutul istoric multisecular și mai ales prin pictura sa, Biserica Sf. Ierarh Nicolae din Șteia este și va rămâne peste timp o nestemată din salba bisericilor de lemn din Transilvania.
Printre preoții care au slujit la Sfântul Altar al bisericii din Șteia sunt cunoscuți următorii: Petru Popovici, menționat în conscripțiile  Episcopiei Aradului din 1755 și 1767 ca fiind „bătrân, fără școală”. Este preotul care a păstorit cu cinste pe credincioșii săi în cumplitele încercări dintre anii 1749-1754. Pavel  Popovici,  menționat în conscripția   Episcopiei Aradului din 1782. Tot numele preotului Pavel Popovici apare menționat și în pisania din biserică  de deasupra ușii naosului scrisă cu ocazia pictării bisericii în anul 1823. Este posibil să fie vorba fie de două persoane diferite cu același nume,fie de un singur preot cu o păstorire îndelungată și plină de realizări. Pavel Feier, ucis de către unguri la Hălmagiu pe data de 7 noiembrie 1848 la vârsta de 58 de ani, Petru  Feier  (fiul  acestuia) 1848-1867, Iovu Feier 1867-1869, Ilie  Indries 1869 - 1876, Iovu  Feier 1875 -1878, Ioan Stefea  1878 - 1931, Romulus  Chis 1931 - 1947, Gheorghe  Indries  1947 - 1965.               												 								     
Odată cu trecerea la cele veșnice a preotului Gheorghe Indrieș, satul Șteia va pierde statutul de parohie devenind filie la Parohia Tomești și fiind păstorită în continuare de către următorii preoți: Toma  Florea 1965 - 1974, Miron  Brusturean 1974  - 1976, 	Silviu  Marian 1976 - 1977, Tiberiu  Pavel din  1977.	 							     
	Prin vechimea sa și prin pictura de o deosebită valoare istorică și artistică, Biserica „Sfântul Ierarh Nicolae” din Șteia este una dintre cele mai reprezentative biserici din Zarand,  simbol al unui sat de oameni vrednici care în decursul istoriei au știut să-și păstreze cu demnitate și jertfelnicie identitatea națională și credința ortodoxă.